# 495
495（四百九十五、四九五、よんひゃくきゅうじゅうご）は、自然数また整数において、 494の次で496の前の数である。

## 性質
- 495は合成数であり、約数は1, 3, 5, 9, 11, 15, 33, 45, 55, 99, 165, 495である。
  - 約数の和は936。
- 9番目の五胞体数である。1つ前は330、次は715。
  - 495 = 9 × 10 × 11 × 12/1 × 2 × 3 × 4
- 3桁での第2定義のカプレカー数（カプレカー定数）である（4桁では6174）。
- 3桁の整数の桁を並べ替えて、最大にしたものと最小にしたものとの差を取ると、最終的に 0 または 495 になる。
例：最初の数として 001 を取り、操作を繰り返すと
100 − 001 = 099
990 − 099 = 891
981 − 189 = 792
972 − 279 = 693
963 − 369 = 594
954 − 459 = 495
954 − 459 = 495
となり、この後は 495 が繰り返される。
- 495 = 32 × 5 × 11
  - 3つの異なる素因数の積で p 2 × q × r の形で表せる33番目の数である。1つ前は492、次は516。(オンライン整数列大辞典の数列 A085987)
- 495 = 33 + 53 + 73
  - 3連続奇数の立方和で表せる数である。1つ前は153、次は1197。
- 495 = 30 × 33/2
  - n = 30 のときの n (n + 3)/2 の値とみたとき1つ前は464、次は527。(オンライン整数列大辞典の数列 A000096)
- 495 = 18×(3×18+1)/2
  - n = 30 のときの n (3n + 1)/2 の値とみたとき1つ前は442、次は551。(オンライン整数列大辞典の数列 A005449)
- 495 = 54 × 55/6
  - n (n + 1)/6 で表せる整数とみたとき1つ前は477、次は532。(オンライン整数列大辞典の数列 A001318)
- 495 = 11 × (4 × 11 + 1)
  - n = 11 のときの n (4n + 1) の値とみたとき1つ前は410、次は588。(オンライン整数列大辞典の数列 A007742)
- 495 = 242 − 81
  - n = 24 のときの n 2 − 92 の値とみたとき1つ前は448、次は544。(オンライン整数列大辞典の数列 A098850)

## その他 495 に関連すること
- 西暦495年
- 紀元前495年
- 国鉄495系電車
- マーティンエアー495便着陸失敗事故
- 州間高速道路495号線
- 東方projectのキャラクター、フランドール・スカーレットの年齢、及びスペルカードの名称 (QED 495年の波紋)。